# Frank Schell
Frank Reamer Schell (Harrisburg, Pennsilvània, 22 d'octubre de 1884 – New Rochelle, 5 de desembre de 1959) va ser un remer estatunidenc que va competir a primers del segle xx.
El 1904 va prendre part en els Jocs Olímpics de Saint Louis, on va guanyar la medalla d'or en la prova de vuit amb timoner del programa de rem.